# Ari-Pekka Nikkola
Ari-Pekka Nikkola, född 16 maj 1969 i Kuopio i landskapet Norra Savolax i Östra Finlands län, är en finländsk tidigare backhoppare som tävlade internationellt åren 1986–1998. Han representerade skidföreningen i hemstaden, Puijon Hiihtoseura.

## Karriär
Världscupen
Ari-Pekka Nikkola debuterade i finska landslaget under tysk-österrikiska backhopparveckan säsongen 1985/1986. I öppningstävlingen i Obertsdorf 30 december 1985 blev han nummer 12. Backhopparveckan ingår sedan 1979 i världscupen i backhoppning. Nikkola placerade sig första gången bland de tio bästa i en deltävling i världscupen 22 mars 1986 då han blev nummer 9 i normalbacken i Planica.
Nikkola deltog i junior-VM i februari 1987 i Asiago i provinsen Vicenza i regionen Veneto i Italien. Där lyckades han att bli junior-världsmästare då han vann individuella tävlingen. I lagtävlingen vann han en bronsmedalj tillsammans med sina lagkamrater.
Hans första seger i en världscuptävling tog han på hemmaplan i Lahtis strax efter junior-VM, 27 februari 1987. Ari-Pekka Nikkola har 9 delsegrar i världscupen. Den sista kom i Sapporo i Japan 27 januari 1996. Nikkola har tävlat 12 säsonger i världscupen. Säsongen 1989/1990 vann han världscupen totalt före österrikarna Ernst Vettori och Andreas Felder. 1995/1996 blev han tvåa sammanlagt efter Andreas Goldberger från Österrike, men före landsmannen Janne Ahonen. 6 gånger har han varit bland de tio bästa i den totala världscupen.
Olympiska Spelen
Ari-Pekka Nikkola deltog i fyra olympiska spel. Hans första OS var vinterspelen 1988 i Calgary i provinsen Alberta i Kanada. I de individuella tävlingarna i Canada Olympic Park blev han nummer 15 i normalbacken (han var 38,4 poäng efter landsmannen Matti Nykänen som vann tävlingen) och nummer 16 i stora backen (35,0 poäng efter Nykänen som blev dubbel OS-mästare). I lagtävlingen lyckades finländska laget (Ari-Pekka Nikkola, Matti Nykänen, Tuomo Ylipulli och Jari Puikkonen) i att ta hem guldet. Finland vann OS-tävlingen 8,9 poäng före dåvarande Jugoslavien och 38,3 poäng för laget från Norge och Ari-Pekka Nikkola blev olympisk mästare för första gången.
Under olympiska spelen 1992 i Albertville i Frankrike lyckades inte Nikkola i de individuella tävlingarna. Han blev nummer 53 i normalbacken i Le Praz i Courchevel och nummer 30 i stora backen, en tävling som vanns av landsmannen Toni Nieminen. I lagtävlingen vann finländska laget (Ari-Pekka Nikkola, Mika Laitinen, Risto Laakkonen, Toni Nieminen) en ny olympisk guldmedalj, 1,5 poäng före Österrike och 24,3 poäng före dåvarande Tjeckoslovakien. Under OS 1994 i Lillehammer i Norge deltog Nikkola endast i de individuella tävlingarna. Han blev nummer 16 i normalbacken (tävlingen vanns av hemmafavoriten Espen Bredesen) och nummer 22 i stora backen (vanns av Jens Weissflog från Tyskland) i backanläggningen Lysgårdsbakkene. 
I sitt sista OS, i Nagano i Japan 1998, startade Nikkola i samtliga backhoppstävlingar. Under de individuella tävlingarna i Hakuba Skidstadion blev Nikkola nummer 15 i normalbacken (vanns av landsmannen Jani Soininen) och nummer 31 i stora backen (vanns av hemmafavoriten Kazuyoshi Funaki). Ingen kunde göra något med hemmalaget i lagtävlingen. Japan (Takanobu Okabe, Hiroya Saitō, Masahiko Harada och Kazuyoshi Funaki) vann med hela 35,6 poäng före Tyskland och med 51,5 poäng före Österrike. Finland (Ari-Pekka Nikkola, Mika Laitinen, Janne Ahonen och Jani Soininen) blev nummer 5.
Skid-VM
Ari-Pekka Nikkola deltog i 3 Skid-VM och hade stora framgångar. Han deltog första gången i Skid-VM 1987 i Oberstdorf i förbundslandet Bayern i det dåvarande Västtyskland. Nikkola blev nummer 11 i stora backen (vanns av Andreas Felder från Österrike) och nummer 6 i normalbacken, 10,6 poäng efter segrande Jiří Parma från Tjeckoslovakien och 2,0 poäng från prispallen. I lagtävlingen segrade Finland (Matti Nykänen, Ari-Pekka Nikkola, Tuomo Ylipulli och Pekka Suorsa) hela 36,1 poäng före Norge och 46,6 poäng före bronsvinnarna från Österrike.
I Skid-VM 1989 på hemmaplan i Lahtis startade backhoppningstävlingarna i stora backen. Finland fick tre hoppare bland de fyra bästa. Jari Puikkonen vann tävlingen före Jens Weissflog och Matti Nykänen. Nikkola slutade strax utanför prispallen på en fjärdeplats. I lagtävlingen vann Finland en ny guldmedalj med Ari-Pekka Nikkola, Jari Puikkonen, Matti Nykänen och Risto Laakkonen i laget. Finland vann 19,0 poäng före Norge och 49,5 poäng före Tjeckoslovakien. I sista tävlingen, i normalbacken, lyckades Nikkola vinna en silvermedalj, 4 poäng efter segrande Jens Weissflog och 2,0 poäng före bronsvinnaren Heinz Kuttin från Österrike.
I sitt sista Skid-VM, i Val di Fiemme i Italien, var Nikkola med finländska laget som vann silvermedaljen i öppningstävlingen. Tillsammans med lagkamraterna Raimo Ylipulli, Vesa Hakala och Risto Laakkonen vann Nikkola silvermedaljen, 4,8 poäng efter guldvinnarna från Österrike och 13,4 före Tyskland. I stora backen misslyckades Nikkola och blev nummer 31 (tävlingen vanns av Franci Petek från Jugoslavien), men Nikkola kom tillbaks i sista tävlingen, i normalbacken, och vann en bronsmedalj, 3,3 poäng efter segrande Heinz Kuttin och 2,4 poäng efter norska silvermedaljören Kent Johanssen.
Tysk-österrikiska backhopparveckan
Ari-Pekka Nikkola deltog i tysk-österrikiska backhopparveckan 11 gånger. Första gången var säsongen 1985/196 och sista gången 1997/1998 (säsongen 1993/1994 missade han öppningstävlingen i Oberstdorf). Första gången Nikkola placerade sig bland de tio bästa i en deltävling i backhopparveckan var i Schattenbergbacken i Oberstdorf december 1989 då han blev nummer 5. Han vann sin första deltävling veckan efter i Bergiselbacken i Innsbruck och placerade sig bland de tio bästa totalt för första gången säsongen 1989/1990 då han blev nummer 5, 22,5 efter totalsegraren säsongen 1989/1990, Dieter Thoma från Västtyskland, och 7,0 poäng från prispallen. Han blev nummer två i backhopparveckan totalt säsongen 1995/1996 efter Jens Weissflog. Totalt har Nikkola varit på prispallen 6 gånger i deltävlingar under backhopparveckan och har varit bland de tio bästa sammanlagt 6 gånger.
Skidflygning
Nikkola startade i två VM i skidflygning. Hans första skidflygnings-VM var i Vikersundbacken i Norge 1990. Nikkola tog en 6:e plats, 18,5 poäng efter segrande Dieter Thoma och 10,1 poäng från en pallplats. Nikkola tog även 6:e plats under VM i skidflygning 1996 i Kulm i Bad Mitterndorf i Österrike. Där var han 53,5 poäng efter segrande hemmafavoriten Andreas Goldberger.
Nikkolas bästa placering sammanlagt i världscupen i skidflygning kom säsongen 1995/1996 då han blev nummer fem.
Andra tävlingar
Ari-Pekka Nikkola tävlade fyra säsonger i Sommar-Grand-Prix och hamnade på prispallen tre gånger. Han vann turneringen sammanlagt 1996, blev nummer två 1994 (efter japanen Takanobu Okabe) och nummer tre sammanlagt 1995 (efter Andreas Goldberger och Kazuyoshi Funaki).
Nikkola avslutade sin backhoppskarriär 1998. Sista internationella tävlingen gjorde han i Lahtis mars 1998 och blev nummer 31.

## Övrigt
Efter avslutad aktiv backhoppningskarriär var Ari-Pekka Nikkola tränare i Slovenien först för B-landslaget (från 2006) och från 2007 övertog han som huvudtränare för A-landslaget efter Vasja Bajc till 2008. Nikkola var tränare för bland andra Jernej Damjan. Nikkola är nuvarande verksam i tränarteamet som arbetar med finländska landslaget.